# TUVISA
TUVISA (acronyme de Transportes Urbanos de Vitoria, Sociedad Anónima) est la compagnie para-municipal chargée du transport urbain dans la capitale d'Alava. Elle compte actuellement avec une flotte de quelque 70 autobus, qu'on prévoit d'étendre. Ils sont de couleur grise (Symbole de la compagnie). Elle gère 17 lignes (deux périphériques - inaugurées en juillet 2006-, une pour le Casco Viejo - avec un petit bus et le reste qui relie les quartiers, services et installations sportives). La dernière ligne inaugurée est la 18, Salburua-Zabalgana, qui relie ces deux nouveaux quartiers périphériques. Les principaux arrêts sont ceux de la rue la Paz, la rue du Prado, la Catedral et Luis Henitz. La fréquence des autobus est de 10 minutes en moyenne.
Le parc d'autobus de la société TUVISA est composé dans sa majorité par des véhicules de la marque Mercedes-Benz, Pegaso, Man et Scania.
Le tarif actuel est de 0,85 euro, inférieur pour ceux qui utilisent la carte bancaire, retraités, chômeurs ou étudiants. Il effectue, également, des dessertes nocturnes (Gautxori) et spéciaux.

## Autobus

Plan des lignes de bus de Vitoria-Gasteiz.

Plan des lignes de bus de Vitoria-Gasteiz.

Vitoria n'est pas cette ville qui peut être traversée de bout en bout sans avoir recours au transport. L'extension de la ville avec des macro-distritcs tant par le nord (Lakua), que par l'est (Salburua et Santo Tomás) et par l'ouest (Zabalgana et Mariturri) ont fait de Vitoria-Gasteiz une ville qui commence à faire face aux défis très importants dans la gestion de sa mobilité interne. Un des sommets de cette gestion est géré par TUVISA (Transportes Urbanos de Vitoria Sociedad Anónima). Les lignes ont subi une restauration totale le 30 octobre 2009, dans le cadre du Plan de Mobilité Soutenue. Celles-ci sont des lignes diurnes actuellement en service, lesquelles fonctionnent entre 7.00h et 22.30h, avec quelques exceptions :
- Circulaire  : elle entoure le centre de la ville dans le sens des aiguilles d'une montre. Intermodal, Juan de Garay/Guatemala, Zaramaga/Rois de Navarre, Rois de Navarre 31 Place du trois mars, Entrée Legutiano/CC Iparralde, Valladolid 10, Judimendi/San José, Avenue de Santiago/43/Santé, Paix, Cathédrale, Mikaela Hublot 2, Teodoro Dublang 2/Bustunzuri, Adrien VI/Bustunzuri, Avenue Gasteiz/Bastiturri/54, l'Europe, Avenue Gasteiz 86, le Honduras, Intermodal.
- Périphérique  : elle est subdivisée en deux lignes : -  2A  : Zaramaga/CC Bulevar/Portail Gamarra, Madrid 36/Andalousie/Valladolid, Aragon/Presidencia, Jacinto Benavente 2/Florida, Zumaquera 61/29/15, Labourd, Alava Clinique, Mendizorrotza Château Fontecha/Castilla/Ocio/Etxezaharra, Pedro Asúa 21 Mexico/Beato/Residencia, José Atxotegui 22, Boulevard d'Euskal Herria, Intermodal, Juan de Garay/Guatemala. -  2B  : Zaramaga/CC Boulevar, Juan de Garay/Arriaga Intermodal, Euskal Herría, Txagorritxu, José Atxotegui, Mexico/Rresidencia, Pedro Asúa/Beato/12, Château Fontecha/Etxezaharra/Ocio/Castilla, Mendizorrotza, Alava Clinique, Alava, Zumaquera 16/76/91, Jacinto Benavente/Florida/7, Aragon/Résidence, Madrid/Aranzabela/JC I/36, Zaramaga/Portal Gamarra/CC Boulevar
- Betoño-Zumaquera  : Vestibule de Bergara 25/13, Harrobi, Vestibule Betoño/Krea/15, Vestibule Gamarra/Deba, Vestibule Legutiano 41/CC Iparralde, les Herrán/Hortaleza, Autobuses, Avenidade Santiago/Santé, Paix, Manuel Iradier 76, Commandant Izarduy 14, Zumaquera 16/76/91, Raimundo Olabide 25, les Herrán 4/36, Judimendi/s. Juan/7/S. José, Valladolid 3, Rois de Navarre 10, Vestibule de Legutiano 50, Vestibule de Betoño 4/16/Krea/Pueblo, Vestibule Zurbano/Bioesfera, Buesa Sable, Kapelamendi 2/26, Vestibule de Bergara 25. Un chaque certain temps fait une etensión au peuple de Durana
- Lakua-Mariturri  : Il unit les quartiers de Lakuabizkarra dans le secteur de Lakua avec le quartier de Mariturri dans le distrto de Zabalgana en passant par le centre de la ville.  Lakua . Landaverde 57, Donostia 49/25/11, Vestibule de Foronda 35, Intermodal, Juan de Garay/Guatemala, Vestibule d'Arriaga/Venezuela, Vestibule d'Arriaga 21, San Ignacio, la France/San Antón, la France 23, Paix, Cathédrale, Micaela Hublot 2, Castille/Etxezarra, Castille 80/120, José María Cagigal 5, Av. San Prudencio 54, Chemin d'Armentia 20, Halte d'Armentia 44.  Mariturri . Reine Sofia 10, Chemin d'Armentia 20, Armentia/Basilique, José María Cagigal 4, Castille 107/67/47, Castille/Pré, Castille 9, Ramiro de Maeztu 6/20, Couronnement, Vestibule d'Arriaga 20, Vestibule d'Arriaga/Venezuela, Juan de Garay/Arriaga, Intermodal, Vestibule d'Arriaga 24/44/64, Landaverde 57.  Lakua .
- Gamarra  : il unit le centre avec bonne partie de la zone industrielle nord de la ville, avec le peuple du même nom, avec les piscines municipales, et avec le peuple de Betoño. Il fonctionne depuis les 5.20 de l'aube.
- Jundiz  : il unit le quartier de Zaramaga et la bonne partie de la zone ouest de la ville avec celui polígono industrial du même nom. Il fonctionne depuis les 5.20 de l'aube.
- Sansomendi-Aranbizkarra  : il unit ces quartiers, situés dans l'ouest et l'est de la ville respectivement, avec le centre, mais donne service aussi au quartier d'Arana. Il est intercalé dans des horaires et de la fréquence avec la ligne 8.
- Sansomendi-Arana  : avec 80 % de trajet découvert à la ligne 7, il est intercalé avec elle dans des horaires et des fréquences. Il donne service aussi au quartier d'Aranbizkarra et le secteur de Santa Lucía.
- Armentia-Errekaleor  : il unit la zone résidentielle sud-ouest de la ville, avec le quartier d'Errekaleor, situé dans ce qui est du sud-est de Vitoria. Il le fait par le centre de la ville. Il donne service aussi aux quartiers Adurza, San Cristóbal, San Martín, d'Ariznabarra et au Polígono industrial d'Oreitiasolo. Il fonctionne depuis les 5.30 de l'aube.
- Asteguieta-Campo des Palacios  : ligne vitale pour les travailleurs du Polígono industrial d'Ali, et spécialement pour les travailleurs de Mercedes-Benz (Tercera entreprise plus importante que la province). Il unit le peuple d'Asteguieta avec Errekaleor par le centre, en intercalant dans des horaires et des fréquences avec la ligne 9. Il donne aussi service aux quartiers d'Iturritxu, à la zone universitaire, et Sansomendi.
- El salvador  : ligne exclusive pour unir le centre de la ville (et les quartiers du sud) avec le cimetière du même nom, situé à plusieurs kilomètres de la ville. Son nombre de services est très réduit.
- Pilar-Lakua  : une des lignes les plus concourues de tout le réseau (5 autobus à l'heure). Il unit le secteur de Lakua-Arriaga et le quartier du pilier avec le centre de la ville.
- Txagorritxu  (rue Iruña) : Il n'existe actuellement pas. Il a été annulé après la mise en marche de la ligne Ibaiondo-Angulema du tram. Il était précédemment une des lignes les plus utilisées et de celle qui croissait plus et extension constante. À leur tour reliait seulement l'hôpital de Txagorritxu et le quartier du même nom avec le centre de la ville, mais devant l'extension aceleradísima du quartier de Lakua, l'entreprise de transports  Improvisó  une extension de cette ligne durant l'année 2001 pour donner service à toute la zone ouest du nouveau quartier. Depuis lors, son trajet n'a pas cessé de s'étendre conforme les blocs de la rue Iruña étaient habilité. Le nom officiel de la ligne a été changé à  Calle Iruña  mais tant dans les panneaux indicateurs des autobus comme entre les utilisateurs, on à connaître à la ligne comme celle de  Txagorritxu . Il y a un grand groupe de voisins/utilisateurs de cette ligne qui ont sollicité à l'Ayuntamiento la réactivation de la ligne puisque le tram ne couvre pas les nécessités de transport vers l'hôpital de Txagorritxu
- Saint-Sébastien : ligne créée en 2001 pour donner service à la zone centrale et nord du quartier de Lakua. Il est une le de peu de lignes dont le trajet de retour, est précisément égal que le trajet de d'allée (Algo peu commun dans les lignes urbaines de la ville).
- Casque Médiéval  : ligne de création récente pour donner service aux voisins du casque médiéval, qu'en raison de l'orographie difficile du quartier, ont des complications pour se déplacer. Son trajet réduit (étendu dans le 2005 à la zone de couronnement), et un certain désintérêt par les voisins, a fait que la ligne ait manqué, puisqu'actuellement dès qu'elle ils utilisent par des dizaines de personnes à jour. Il donne service au moyen d'un minibus.
- Périphérique 1  : il unit ceux barrios periféricos de la ville de manière circulaire et dans le sens contraire à celui des aiguilles de l'horloge. Il est de nouvelle création, et a commencé à fonctionner à l'été 2006. Permet de relier le Gobierno Vasco, plusieurs centres commerciaux, complexes sportifs, des quartiers de nouvelle création, l'hôpital de Txagorritxu...
- Périphérique 2  : semblable à ce qui est précédente, mais en direction contraire.
- Salburua-Zabalgana  : unit depuis septembre de du 2007, en principe avec un très baisse fréquence, les nouveaux secteurs émergents de la ville. Cette ligne s'étendra se comme aillent être habités les différents polygones de ces macro-distritos.

TUVISA a aussi travaillé ces dernières années pour mettre en marche un service d'autobus urbains nocturne, les gautxoris, qui depuis septembre 2006 fonctionnent déjà avec un horaire et des lignes consolidées, après le succès des premiers mois du service, et après la grève lors du conflit arrivés au sein de la compagnie :
Toutes les lignes fonctionnent pendant toute la nuit tant le vendredi, que le samedi, ainsi que les veilles de fête.
- Gautxori 1: relie El Pilar, Arriaga-Lakua et Abetxuko avec le centre ville chaque 30 min.
- Gautxori 3: relie Ariznabarra, Armentia et San Martin avec le centre ville chaque 60 min.
- Gautxori 4: relie Txagorritxu, Sansomendi et Lakua-ouest avec le centre ville chaque 30 min.
- Gautxori 5: relie El Pilar et Zaramaga avec le centre ville chaque 60 min.
- Gautxori 6: relie les quartiers de Arana, Aranbizkarra et Santa Lucia avec le centre ville chaque 60 min.
- Gautxori 7: relie les quartiers de San Kristobal, Adurtza et Errekaleor avec le centre ville chaque 60 min.

## Lignes en 2009
- Lignes actuelles:  Circular / A Périphérique  / A Périphérie /  Zumaquera-Betoño  /  Lakua-Mariturri /  Sansomendi-Salburua / A Astegieta-Salburua / B Jundiz - Salburua / C Jundiz Norte /  Arkaiate - Salburua /  Salburua - Sansomendi /  Universidades /  Gamarara-Zumaquera.

## Tramway
1. Ibaiondo-Angulema  : tramway inauguré le 23 décembre 2008, relie le quartier de Lakua avec le centre en 15 minutes. Les arrêts sont : Angulema, Parlement, Lovaina, Sanche le Sage, l'Europe, Honduras, Euskal Herria, Txagorritxu, Wellington, Lakuabizkarra, Landaberde et Ibaiondo.

1. Abetxuko-Angulema  : cette ligne a été inaugurée l'été 2009, ses arrêts sont : Intermodal, entrée de Foronda, Gernikako Arbola, Arriaga, Artapadura et Abetxuko.

## Plus
Vitoria-Gasteiz dispose aussi sa particulière flotte de taxis, et maintenant presque toute l'année offre des bicyclettes en location gratuite dans ses centres civiques.